# Christina Hering
Christina Hering (* 9 de Outubro 1994 em Munique) é uma profissional do atletismo, que se especializou nas corridas dos 400 metros e dos 800 metros.  
Sua estréia para o time nacional da Alemanha (série A) foi conquistado na campeonato nacional (DecaNation) em 31 de agosto de 2013 em Valência na França. Ela foi a participante (Atleta-U20) mais nova na corrida dos 800 metros contra atletas internacionais de primeira linha e conseguiu o quarto lugar. Na Campeonato de Atletismo Alemão de 2012 em 16 e 17 de junho de 2012, realizado no estádio de Wattenscheider Lohrheidestadion, ela conseguiu o terceiro lugar na corrida dos 4 x 400m.
Ainda na categoria júnior, Christina Hering já havia conseguido um sucesso em esfera internacional. Na Campeonato de Atletismo Júnior da Europa de 2013, realizado em Rieti / Itália, ela conquistou a medalha de bronze na corridas dos 4 x 400m e dos 800m. Em julho de 2013 ela conquistou o terceiro lugar como Campeã Alemã das categorias U20 e U23 na corrida dos 400m com o melhor tempo pessoal de 53,60 s.
Christina Hering mede 1,85 m de altura e pesa 62 Kg. Ela começou sua carreira pela empresa LG Stadtwerke München e é acompanhada pelo treinador Daniel Stoll. Ela é filha do ex-jogador de basquete da liga nacional alemã, Thomas Hering.

## Melhores Tempos
- 200m: 25,11s (Munique, 2013)
- 400m: 53,60s (Göttingen, 2013)
- 800m: 2:01,88min (Oordegem, 2014)

## Recorde
- Campeonato de Atletismo da Bavária em Arena - U23 - 800m: 2:04,22min (Munique, 2014)

## Conquistas
Internacional
- Terceiro lugar no Atletismo Júnior da Europa 2013 (800 m)
- Terceiro lugar no Atletismo Júnior da Europa 2013 (4x400 m)
- Quarto lugar no DecaNation 2013 (800 m)

Nacional
- Terceiro lugar na Campeonato de Atletismo Alemão 2012 (4x400 m)
- Campeã alemã U20 2013 (400 m)
- Campeã alemã U23 2013 (400 m)
- Segundo lugar no Campeonato de Atletismo Alemão em Arenas 2014 (800 m)